# Nokia Pure
Nokia Pure es un tipo de letra diseñado por la fundición londinense Dalton Maag, para Nokia. Fue diseñada principalmente para utilizarse en medios digitales, en entornos móviles y en las pantallas de los dispositivos de Nokia.
La tipografía fue desarrollada para soportar las escrituras latina, cirílica, griega, árabe, hebrea, Devanagari y Thai.
La tipografía fue presentada en una exhibición llamada «The Nokia Pure Exhibition» con artistas pagados que diseñaron carteles utilizando la tipografía. Las obras se vendieron en la exposición y en Internet para recaudar fondos destinados a la British Dyslexia Association.